# Enemies of Children
Enemies of Children è un film muto del 1923 diretto da Lillian Ducey e John M. Voshell.

## Produzione
Il film fu prodotto dalla Fisher Productions.

## Distribuzione
Distribuito dalla Mammoth Pictures, il film uscì nelle sale cinematografiche statunitensi il 13 dicembre 1923.